# Eduardo Hernández Moncada
Eduardo Hernández Moncada (født 24. september 1899 i Xalapa - død 31. december 1995 i Mexico City, Mexico) var en mexicansk komponist, pianist, percussionist, lærer og dirigent.
Moncada studerede komposition, klaver og percussion på National Conservatory i Mexico City.
Han var pianist og percussionist i Mexican Symphony Orchestra som var ledet af Carlos Chavez, som han blev tæt forbundet med, og som han senere assisterede som dirigent.
Moncada underviste senere i komposition, og havde mange forskellige funktioner gennem tiden på National Conservatory.
Han har skrevet 2 symfonier, orkesterværker, kammermusik, korværker, klaverstykker, balletmusik etc.

## Udvalgte værker
- Symfoni nr. 1 (1942) - for orkester
- Symfoni nr 2 (1943) - for orkester
- "Guelatao" (1957) - for orkester
- "Ermisinda" (1952) - ballet
- "Romantisk suite" (1937) - for orkester